# Forcipomyia calchaqui
Forcipomyia calchaqui är en tvåvingeart som beskrevs av Gustavo R. Spinelli och Pasquale Marino 1997. Forcipomyia calchaqui ingår i släktet Forcipomyia och familjen svidknott. Inga underarter finns listade i Catalogue of Life.